# Madhu Sapre
Madhu Sapre (nacida el 14 de julio de 1971) es una supermodelo india y ganadora de un concurso de belleza. Ganó Femina Miss India 1992.

## Primeros años
Sapre nació en Nagpur, Maharashtra, India, el 14 de julio de 1971 y creció en la misma ciudad. Ella siempre ha soñado con convertirse en modelo y siempre fue audaz al perseguir ese sueño. Asistió al Parle College en Bombay después de la secundaria y participó en deportes.
Su padre era su entrenador y decía que solía despertarla con un chorro de agua fría por la mañana para entrenar. Ella le atribuyó su éxito atlético a él y a sus estrictas reglas de práctica. Incluso después de la escuela, Sapre se convirtió en atleta en la década de 1990 antes de unirse al modelaje. Luego se mudó a Bombay en busca de mejores oportunidades como modelo.

## Carrera
En la década de 1990, Sapre era una deportista que saltó a la fama cuando empezó a modelar desde muy joven. Como Miss India, representó a la India en el concurso de Miss Universo de 1992, donde quedó segunda finalista.
Madhu dijo: «Todos los funcionarios nos habían dicho que nuestras respuestas tenían que ser veraces», dice, «y venir del corazón. Nadie nos dijo que teníamos que ser políticamente correctas. Dije lo que me dijo mi corazón y perdí. En mi opinión, la India ha estado en la pobreza durante muchos años, por lo que no iba a cambiar repentinamente en un año al convertirme en primer ministro. Pero hay otras áreas como el arte y los deportes en las que podemos mejorar. Y como deportista sufrí porque no tenemos el equipo ni el terreno en la India. En el breve tiempo que tuve para responder quería decir todo esto pero quizás por mi insuficiencia en inglés no pude expresarme». También actuó en la película Boom del 2003.
Milind Soman, un supermodelo masculino y su entonces novio, posó desnudo con ella en un anuncio impreso de Tuff Shoes. La sección de servicios sociales de la policía de Bombay había registrado un caso en agosto de 1995 después de que Sapre y Soman posaran desnudos, vestidos únicamente con zapatos y una pitón envuelta alrededor de ellos. Se presentó otro caso en virtud de la Ley de Protección de la Vida Silvestre contra la agencia de publicidad por uso ilegal de la pitón. Los acusados incluyen a los editores y distribuidores de dos revistas que presentaron el controvertido anuncio, la agencia de publicidad, las dos modelos y los fotógrafos. El caso duró 14 años, tras los cuales los tribunales absolvieron al acusado.

## Vida privada
Sapre vive en Riccione, una pequeña ciudad en la costa este de Italia con su marido, el empresario italiano Gian Maria Emendatori y realiza viajes entre India e Italia. Tienen una hija juntos llamada Indira. Conoció a Emendatori a través de amigos en común mientras él estaba de vacaciones en la India. Se casaron en 2001 y ella se mudó a Riccione.

## Filmografía
| Año  | Título       | Rol         | Idioma | Notas                               | Ref.  |
| ---- | ------------ | ----------- | ------ | ----------------------------------- | ----- |
| 1998 | Captain Vyom | Venom       | Hindi  | Serie de televisión; dos episodios. | [ 9 ] |
| 2003 | Boom         | Anu Gaekwad | Hindi  |                                     | [ 4 ] |